# 南礼士路站
南礼士路站是一个位于中国北京市西城区月坛街道复兴门外大街、南礼士路、西便门外大街交叉口，属于北京地铁1号线的地铁车站。同时，此站也是现北京地铁一号线中位置最东的一期工程车站。

## 位置
这个站位于复兴门外大街和南礼士路交汇处。

## 车站结构

### 车站楼层
| 地面层          | 街道                                   | A—D出入口                      |
| 地下一层 站厅层 | 站厅                                   | 安全检查、客务中心、进出站闸机 |
| 地下二层 站台层 |                                        | 1号线往古城（木樨地）          |
| 地下二层 站台层 | 岛式站台，左側開门                     |                                |
| 地下二层 站台层 | 1号线往环球度假区（八通线） （复兴门） |                                |

### 站厅

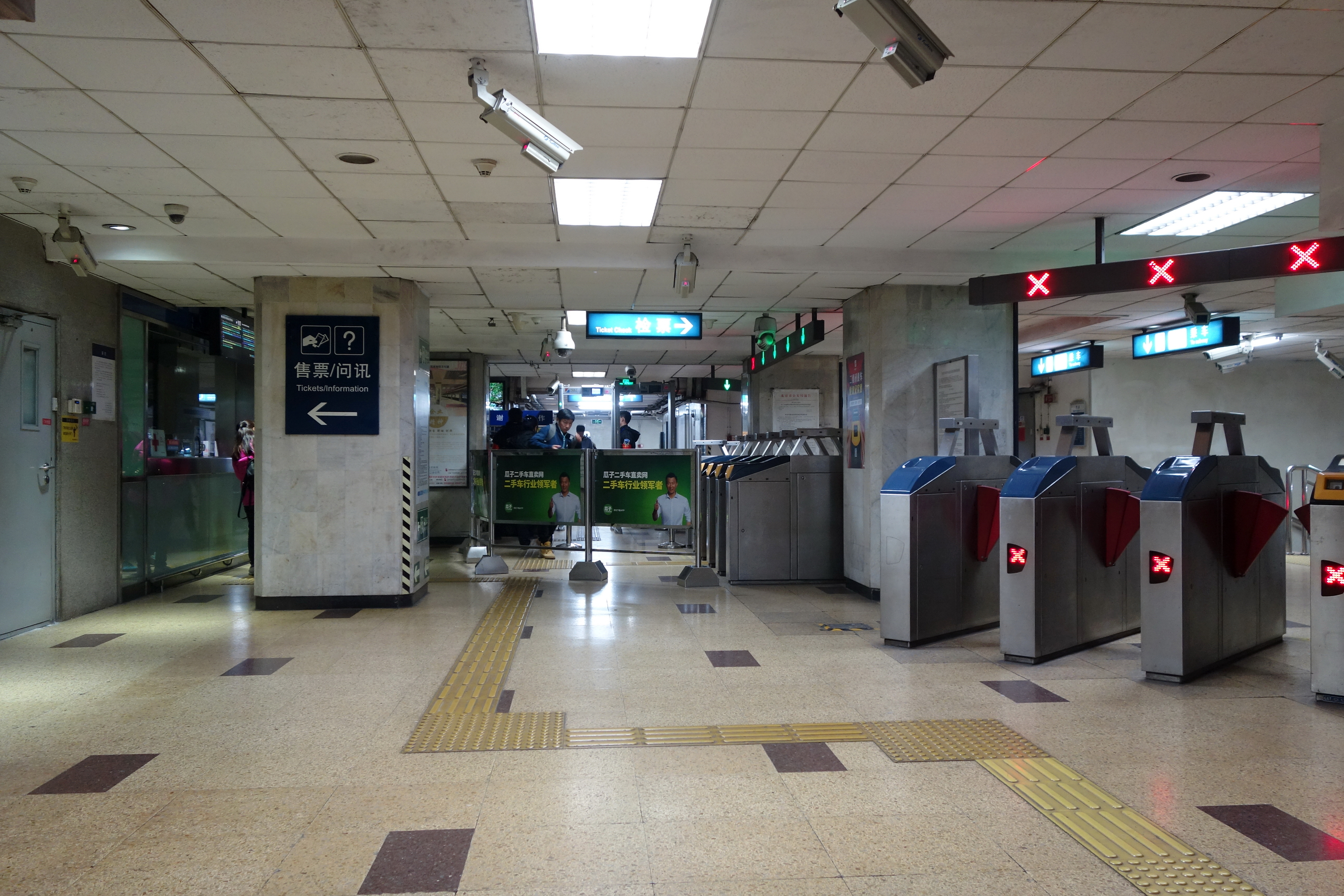
東站廳
（2018年11月摄）

南礼士路站采用分离式站厅，两个站厅分别位于南礼士路路口东西两侧。

### 站台

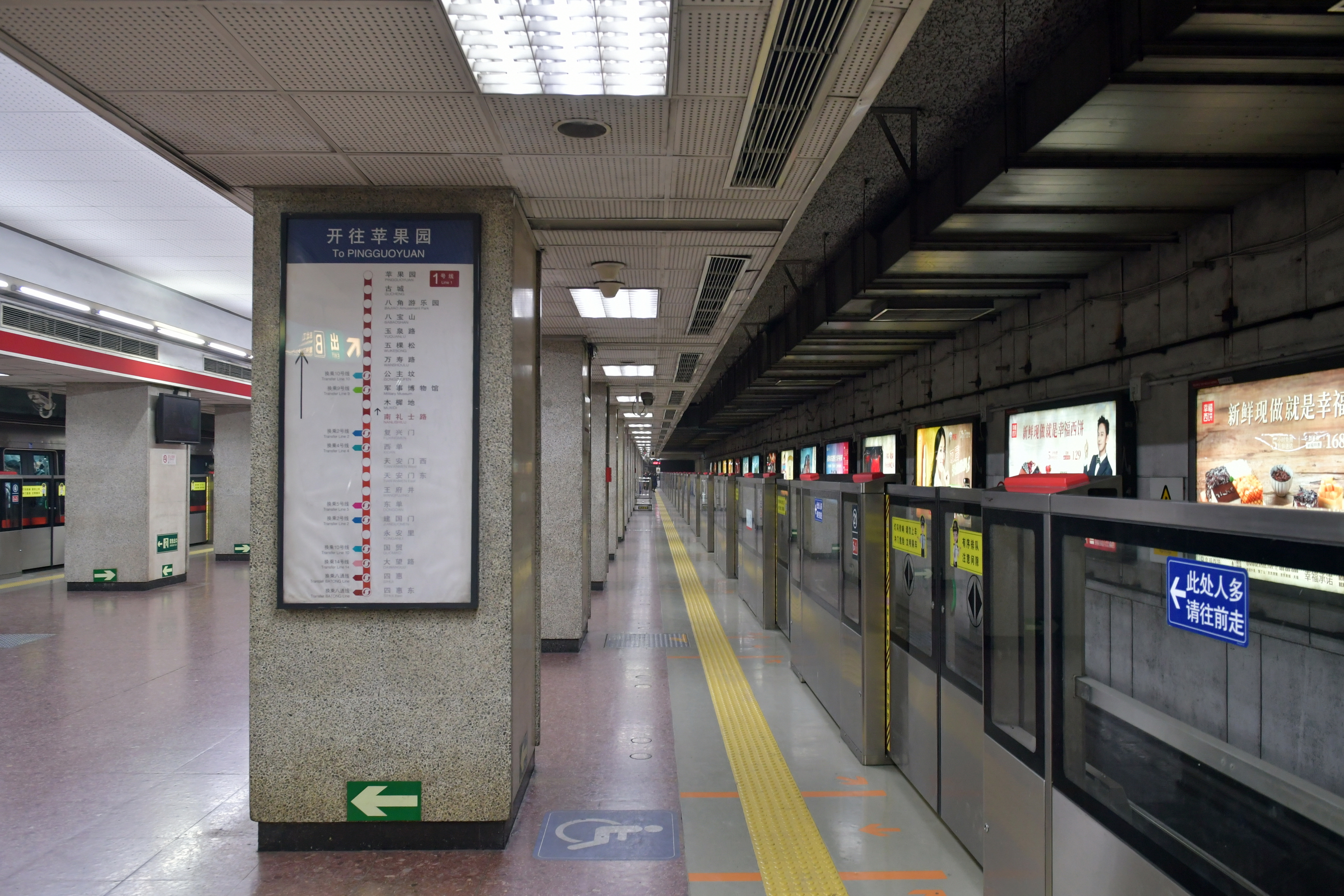
地铁1号线南礼士路站站台
（2018年11月摄）

南礼士路站设1个岛式站台，位于复兴门外大街地底。

## 出入口
这个地铁站一共有5个出口：A西北（东）、B东北（西）、C东南（西）、D1西南（西）、D2西南（东）
|                           |              |                  |      |            |
| 编号                      | 指示         | 建议前往的目的地 | 照片 | 无障碍设施 |
| 出口 · A                  | 复兴门外大街 |                  |      | 不適用     |
| 出口 · B                  | 南礼士路     | 北京儿童医院     |      | 不適用     |
| 出口 · C · 轮椅升降台标志 | 复兴门外大街 |                  |      |            |
| 出口 · D · 1              | 复兴门外大街 |                  |      | 不適用     |
| 出口 · D · 2              | 复兴门外大街 |                  |      | 不適用     |
| 註： 設有輪椅升降台       |              |                  |      |            |